# Герб Панфил
Герб Панфил — геральдичний символ населених села Панфили Яготинського району Київської області (Україна). Герб затверджений сесією сільської ради (автор — О. Желіба).

## Опис
у синьому полі на зеленому горбі золотий шестикрилий вітряний млин, оточений двома колосками пшениці. Щит накладено на бароковий картуш, що увінчаний золотою хлібною короною.
Допускається використання герба з додаванням рослинного декору та, синьої стрічки з написом золотими літерами «ПАНФІЛИ».

## Трактування
- вітряний млин — згадка про те, що колись село славилося своїми мірошниками, вільнолюбства мешканців.
- картуш — декоративна прикраса, що виконана в стилі козацького бароко; згадка про те, що село було засноване саме в козацькі часи;
- золота хлібно корона, колоски — символ місцевого самоврядування й достатку мешканців села, натяк на дослідну станцію насіннєвого господарства;
- синій фон — символ річки Супій, на якій стоїть село.